# Пловец (фильм, 1981)
«Пловец» — советский художественный драматический фильм, снятый режиссёром Ираклием Квирикадзе на киностудии «Грузия-фильм» в 1981 году.

## Сюжет
Герой фильма, пловец Антон Думбадзе, рассказывает историю пловцовской династии Думбадзе из Батуми — деда Дурмишхана и отца Доментия. Начальник водолазной службы батумского морского порта, начавший свою работу с очистки судов от моллюсков и водорослей, Дурмишхан проплыл путь от Батуми до Поти, но никто не поверил чудаковатому батумцу, который неделями сидел в аквариуме, бросив вызов знаменитому английскому пловцу Томасу Уинстону, переплывшему Ла-Манш. Придя в отчаяние от равнодушия публики к его рекордному заплыву, Дурмишхан начинает спиваться и его сбивает насмерть поезд, когда пьяный Дурмишхан зашёл в тоннель.
Доментий, который регулярно устраивал плавательные соревнования в советской Грузии, решил повторить достижение отца, но стал жертвой сталинских репрессий из-за доноса своего друга и тоже пловца Одиссея Месхи, который решил увести из дома сестру Доментия Лалу и избавиться от конкурента. После ареста Доментия Думбадзе накануне старта рекордного заплыва за то, что его сын сбросил бюст Сталина в аквариум, Месхи женится на Лале, а маленький Антон остается сиротой.
Спустя многие годы работающий организатором культурных мероприятий тбилисского экскурсионного бюро Антон, который не обладает и долей тех спортивных качеств, какие были у Дурмишхана и Доментия, собирается по просьбе молодой ассистентки режиссёра, снимающего документальный фильм о династии пловцов Думбадзе, сделать то же самое, чего добился его дед и не смог совершить отец — заплыв от Батуми до Поти…
Фильм поставлен частично в виде кадров, имитирующих «документальные» (с закадровым голосом, комментирующим события), частично «немого кино» — эти кадры сопровождаются голосом рассказчика.

## В ролях
- Элгуджа Бурдули — Дурмишхан Думбадзе, дед
- Руслан Микаберидзе — Доментий Думбадзе, отец
- Баадур Цуладзе — Антон Думбадзе, рассказчик
- Гурам Пирцхалава — Одиссей Месхи, соперник Доментия
- Нана Квачантирадзе — Лала Думбадзе
- Гия Лежава — Бесо Антадзе
- Имеда Кахиани — Исидор Буадзе
- Теймураз Мурванидзе — Томас Уинстон
- Мака Махарадзе — Франческа Коти
- Нана Джорджадзе — ассистент
- Бердия Инцкирвели — член спортивного общества

## Художественные особенности
"Пловец" включает в себя как бы два фильма, причудливо сочетая элементы игрового и документального кино. Первый — это фильм о съемках, второй — собственно о пловцах. Используется приём "текст в тексте". По наблюдению Александра Якобидзе-Гитмана, на всех уровнях киноленты "практически полностью отсутствуют такие важнейшие элементы игрового кино, как синхронная речь и реверсивные модели монтажа. Элиминированы основные языковые средства игрового кино, обеспечивающие «эффект реальности», — маскировка и присутствия автора фильма и формирование ощущения целостного пространства действия".

## Интересные факты
При утверждении в Госкино в 1981-м году «Пловец» вызвал скандал. По словам Квирикадзе, «„Пловец“ смотрели в Госкино в гробовом молчании, присутствовали редакторы, министр… Было такое ощущение, что я подсунул какую-то змею. Там была атмосфера желания уплыть, желания вырваться, желания вольных людей. … Произносились дикие обвинения о том, что фильм — о деградации советского человека, о том, что до того, как революция свершилась, люди были красивые, как полубоги, они могли осуществлять любые свои мечты, а нынешнее поколение, поколение современного героя — бездвижно, безыдейно и, естественно, никуда не может поплыть. Это было главное обвинение. … С меня „сорвали погоны“, был приказ от Госкино лишить меня права снимать кино. Мне прочли его в тбилисском отделении Госкино, читали мне близкие люди, сделали мне такую инквизицию».
Режиссёра вынудили вырезать из фильма несколько эпизодов. В их числе была сцена, в которой дети бросают в аквариум бюст Сталина и смеются над тем, что мимо вождя проплывают рыбы, которую Квирикадзе взял из своих детских воспоминаний. В несохранившейся режиссёрской версии именно этот эпизод становится поводом для доноса Одиссея Месхи на Доментия Думбадзе.
Фильм значительно отличался от первоначального сценария, в котором нет сопоставления три поколения одной семьи. «Всё, что снималось, было импровизацией на площадке. Если прочесть сценарий, то видно, что он из другого материала, он иначе соткан — поэтому и не было проблем с его утверждением в Госкино», — вспоминал режиссёр. Руководство студии «Грузия-фильм» доверяло Квирикадзе как автору двух успешных фильмов — «Кувшин» и «Городок Анара», и лишь два раза присылало на съёмки в Батуми редакторов, которых по указанию режиссёра немедленно увозили на кутежи. «На съемки они практически не приходили, а если и приходили, то у меня был человек, который заранее мне об этом доносил, и я на ходу что-то перекраивал, чтобы увидели, что я снимаю по сценарию, а на самом деле я снимал совсем не то».